# Адамкавичюс, Игнас
Игнас Адамкавичюс (лит. Ignas Adamkavičius; 21 ноября 1896, Шяуляй — 12 августа 1987, Чикаго) — литовский военный деятель, капитан Русской императорской армии и Войска Литовского, один из участников войны за независимость Литвы. Отец президента Литвы Валдаса Адамкуса.

## Биография
Родился в городе Шавли в семье мещан из Россиен. Брат Эдвардаса Адамкавичюса, дивизионного генерала вооружённых сил Литвы. Поступил в Санкт-Петербургский практический технологический институт. В 1915 году мобилизован в Русскую императорскую армию, 1 января 1916 года окончил Владимирское военное училище в Санкт-Петербурге. Служил в 13-м Сибирском стрелковом полку. Был водителем грузового автомобиля. Участник сражений в Галиции против австро-венгерских войск в 1915 году и боёв против германской армии под Ригой в 1917. 22 января 1916 года произведён в подпоручики, 19 января 1917 — в капитаны. Награждён в годы войны орденами Святого Георгия (IV степень), святого Станислава (III степень) и святой Анны (III степень).
В 1917—1918 годах Адамкавичюс учился в Гатчинском авиационном училище. После Октябрьской революции и Брестского мира покинул русскую армию. Участник Литовского комитета Санкт-Петербурга, с ноября 1918 года — в армии Литвы. 24 декабря 1918 года зачислен во 2-й пехотный полк имени великого князя литовского Альгирдаса, позже занимался организацией ВВС Литвы. 1 января 1919 года вместе с Казисом Шкирпой поднял флаг Литвы на башне Гедиминаса. 30 января назначен ответственным за авиационное отделение вооружённых сил Литвы, с мая по июль руководил Литовской авиационной военной школой. Капитан ВВС Литвы с 18 ноября 1919 года. Во время войны за независимость Литвы Адамкавичюс участвовал в обеспечении поддержки литовской авиации немцами. Позже был переведён в транспортные войска, в апреле 1920 года направлен во 2-ю пехотную дивизию, а затем в 1-й пехотный полк имени великого князя литовского Гедиминаса. С 27 октября 1920 года служил в батальоне связи. 7 февраля 1922 года назначен комендантом Каунаса, 20 ноября уволился из армии.
В годы Второй мировой войны Адамкавичюс был начальником полиции вокзала Каунаса. В 1944 году ушёл вместе с немецкими войсками и литовскими националистами в Германию, в 1949 году эмигрировал в США. Супруга — Геновайте (1905—1980), сын — Вольдемарас Адамкавичюс (р. 1926), ставший президентом Литвы под именем Валдас Адамкус.